# CV Близнецов
CV Близнецов (лат. CV Geminorum) — двойная затменная переменная звезда типа Алголя (EA) в созвездии Близнецов на расстоянии приблизительно 6 211 световых лет (около 1 904 парсек) от Солнца. Видимая звёздная величина звезды — от менее +16,4m до +14,9m. Орбитальный период — около 1,8484 суток.

## Характеристики
Первый компонент — белая звезда спектрального класса A3. Радиус — около 1,75 солнечного, светимость — около 4,408 солнечных. Эффективная температура — около 6330 К.
Второй компонент — оранжевый субгигант спектрального класса K2IV.